# Fernando Reges
Fernando Francisco Reges, (Alto Paraíso de Goiás, 25 de juliol de 1987), futbolista brasiler-portuguès que juga com a migcampista al SC Internacional.

## Palmarès
Vila Nova FC
- 1 Campionat goiano: 2005

FC Porto
- 1 Lliga Europa de la UEFA: 2010-11
- 4 Lligues portugueses: 2008-09, 2010-11, 2011-12, 2012-13
- 3 Copes portugueses: 2008-09, 2010-11, 2011-12
- 4 Supercopes portugueses: 2009, 2010, 2012, 2013

Manchester City FC
- 1 Copa de la Lliga anglesa: 2015-16

Galatasaray SK
- 2 Lligues turques: 2017-18, 2018-19
- 1 Copa turca: 2018-19

Sevilla FC
- 2 Lliga Europa de la UEFA: 2019-20, 2022-23[3]

Selecció brasilera
- 1 Campionat sud-americà sub-20: 2007